# طواف روماندي 2014
طواف روماندي 2014 (بالإنجليزية: 2014 Tour de Romandie)‏ هو سباق دراجات هوائية أقيم بتاريخ 29 أبريل–4 مايو 2014، تكون السباق من 5 مراحل وامتدّ لمسافة 632.77 كم بسرعة 38.786 كم/س، استغرق السباق 16 ساعة 18 دقيقة 46 ثانية. فاز به كريس فروم.

## الترتيب
| م                     | الدرّاج    | البلد           | الزمن                     |
| --------------------- | --------- | --------------- | ------------------------- |
| الفائز بالترتيب العام | كريس فروم | بريطانيا العظمى | 16 ساعة 18 دقيقة 46 ثانية |